# Silber-Akazie

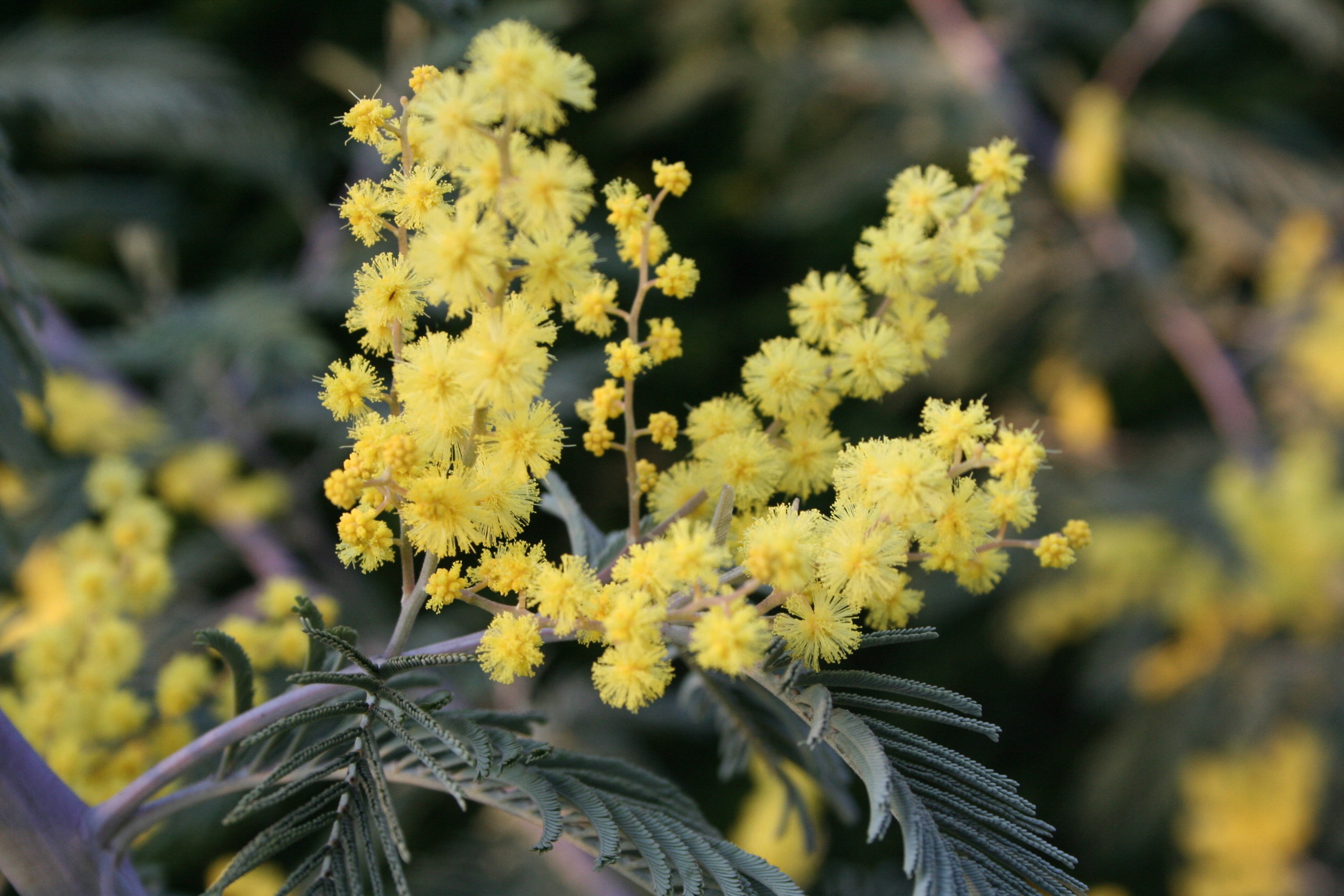
Blütenstände

Die Silber-Akazie (Acacia dealbata), auch als Falsche Mimose bezeichnet, gehört zur großen Gattung der Akazien (Acacia) in der Familie der Hülsenfrüchtler, Unterfamilie Mimosengewächse.

## Beschreibung

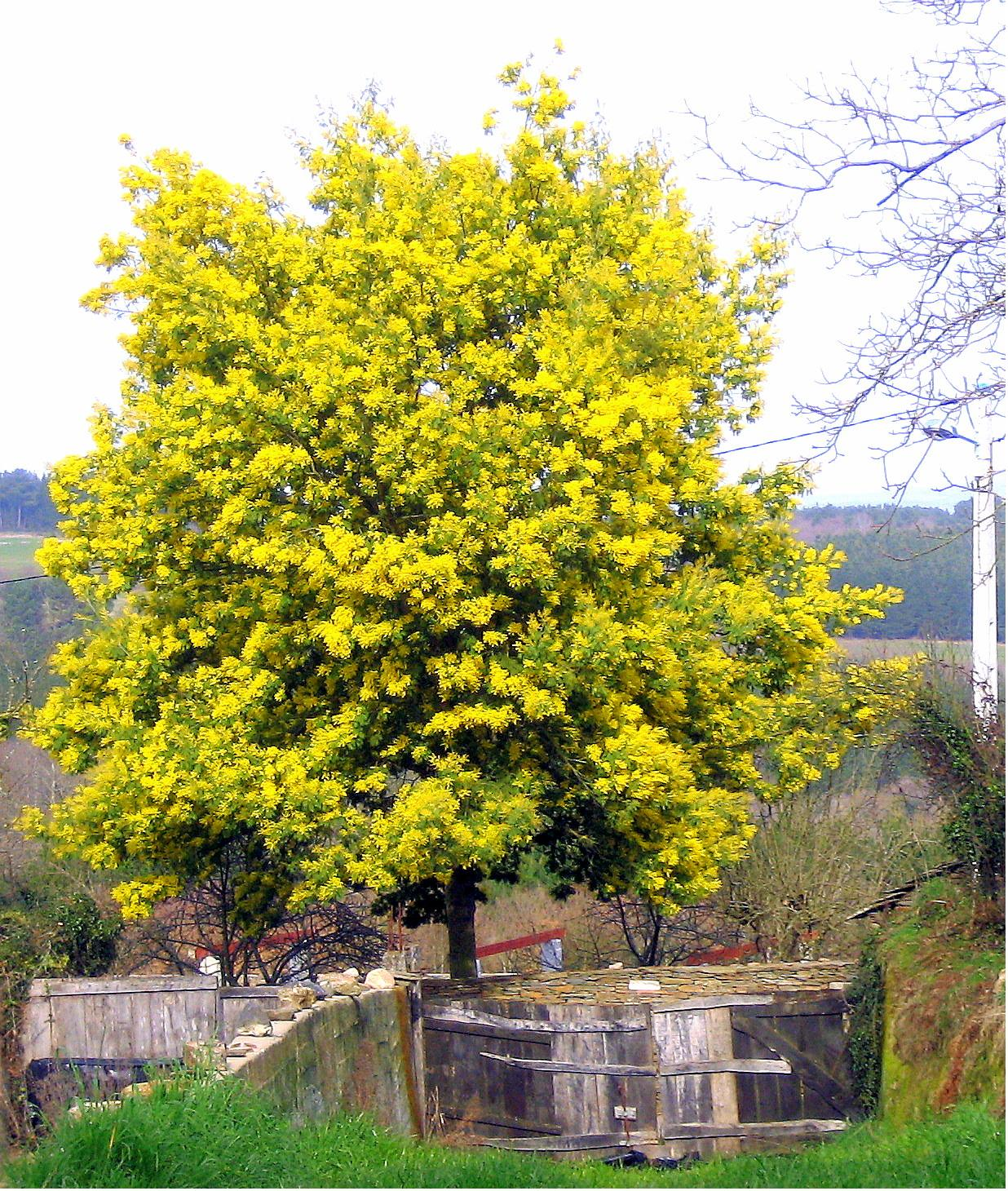
In voller Blüte

Die Silber-Akazie ist ein schnellwüchsiger, aber auch kurzlebiger, immergrüner Strauch oder Baum, der bis zu 30 Meter hoch werden kann, aber meist um Einiges kleiner bleibt. Der Stammdurchmesser erreicht über 1 Meter. Die relativ glatte Borke ist gräulich. Die Pflanze führt ein Gummi.
Jedes wechselständige, kurz gestielte doppelt paarig gefiederte Laubblatt, mit bis zu 30 Fiederpaaren 1. Ordnung, setzt sich aus zahlreichen Blättchen zusammen, die meist weiß „bereift“, glauk sind, was den Blättern einen silbrigen Schimmer verleiht. Die „Bereifung“  hat den Zweck, einen Teil des Sonnenlichtes zu reflektieren und den Baum somit vor übermäßiger Verdunstung zu schützen. Die Rhachis ist fein behaart. Oben am Blattstiel und an der Rhachis sind Drüsen vorhanden. Die Blättchen sind oberseits fein behaart bis kahl und unterseits fein behaart. Es sind kleine Nebenblätter vorhanden.
Im Spätwinter oder Frühjahr ist die kuppelförmige Krone mit zahlreichen Blütenzweigen mit kleinen, kugelförmigen, cremefarbenen bis goldgelben Blütenköpfchen geschmückt. Die Köpfchen stehen in end- oder achselständigen Rispen. Die fünfzähligen Blüten sind zwittrig mit doppelter Blütenhülle und es sind viele lange Staubblätter vorhanden.
Die leicht ledrigen, etwa geraden, flachen und „bereiften“, an den Samen eingeschnürten Hülsenfrüchte sind bis 11 Zentimeter lang. Die schwärzlichen, eiförmigen bis elliptisch, abgeflachten Samen besitzen einen Arillus.
Die Chromosomenzahl beträgt 2n = 26, selten 52.

## Systematik
Ein Synonym für Acacia dealbata Link ist Acacia decurrens Willd. var. dealbata (Link) F. Muell.

## Bilder

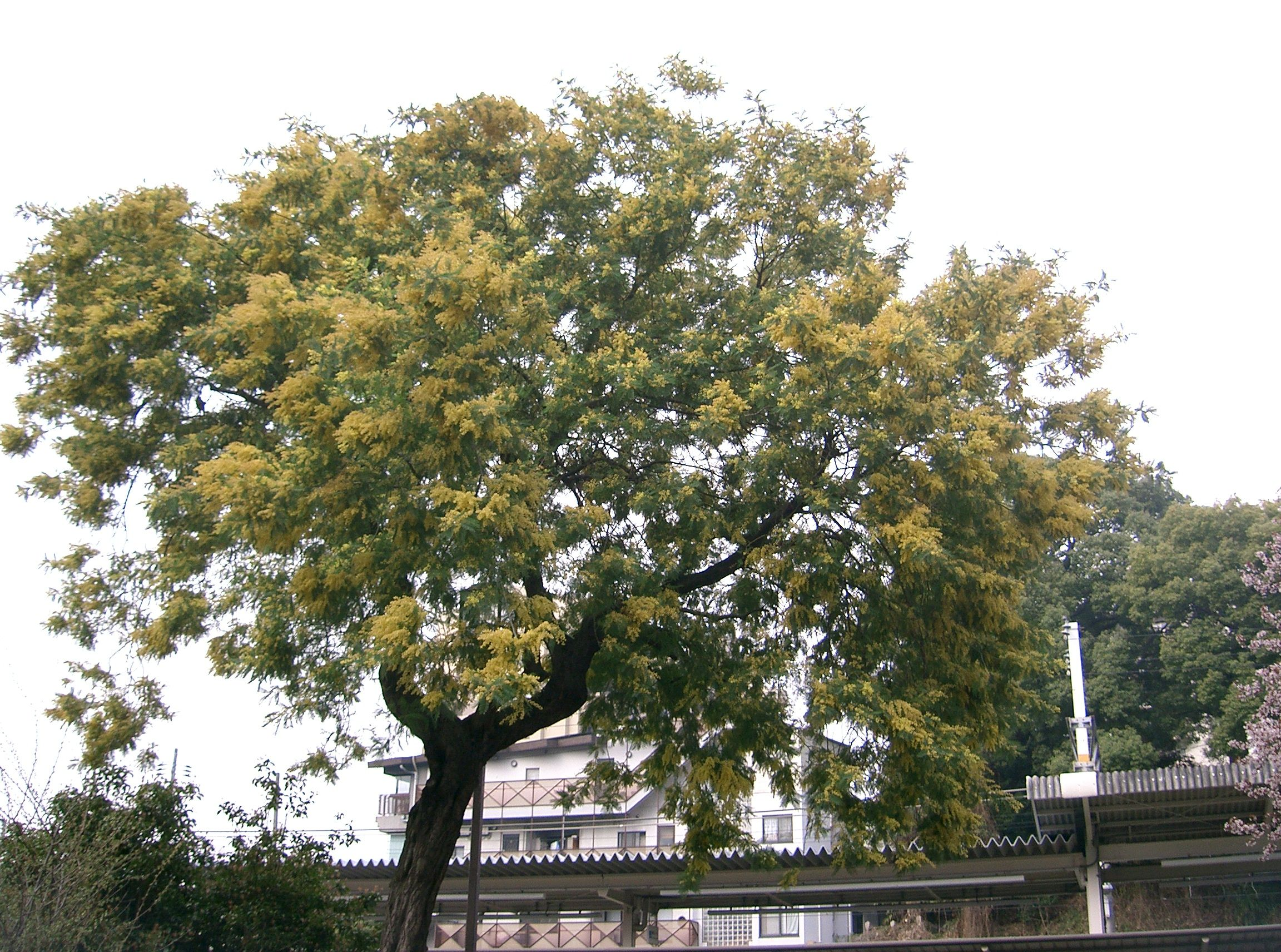
Habitus
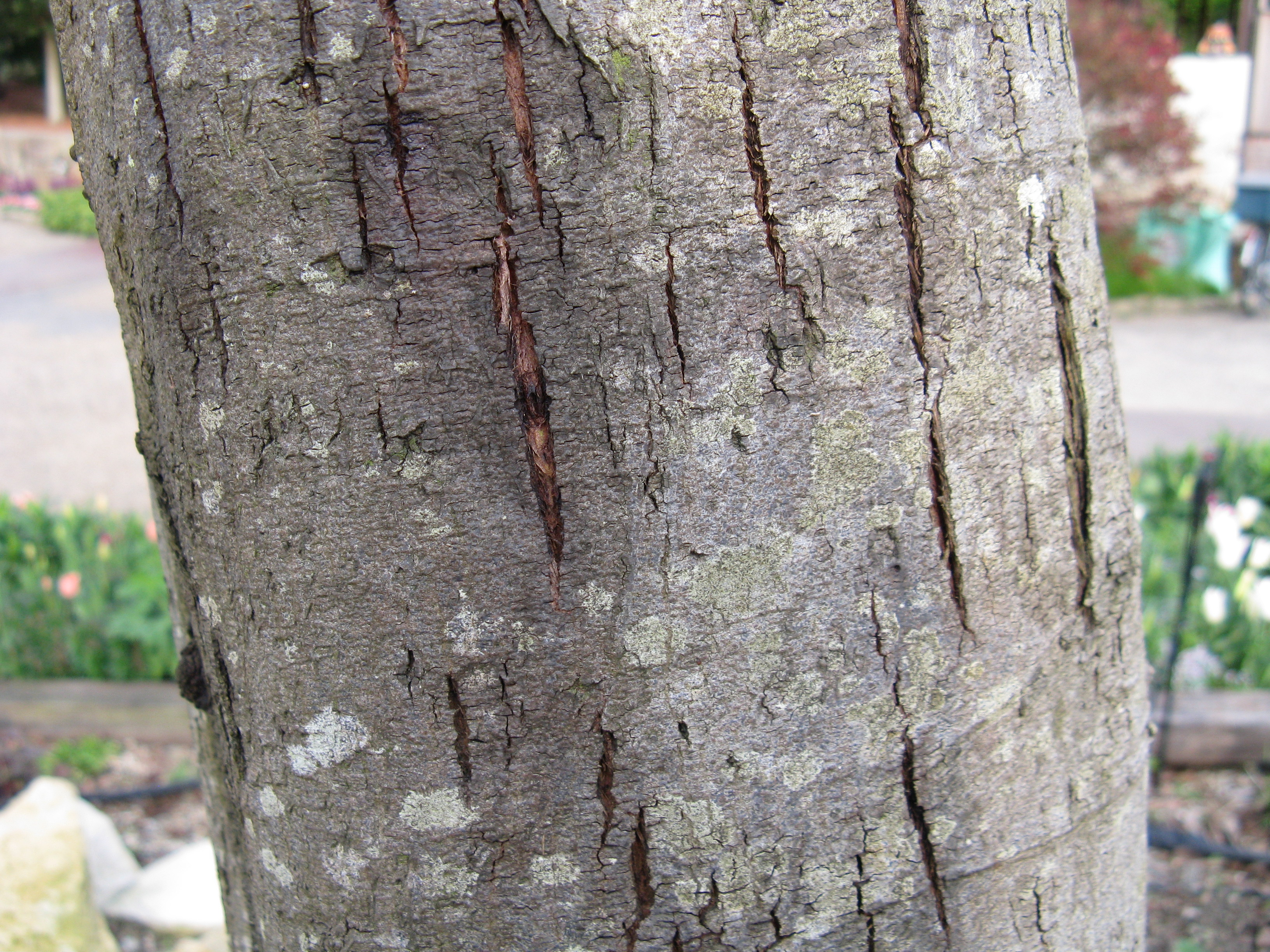
Borke
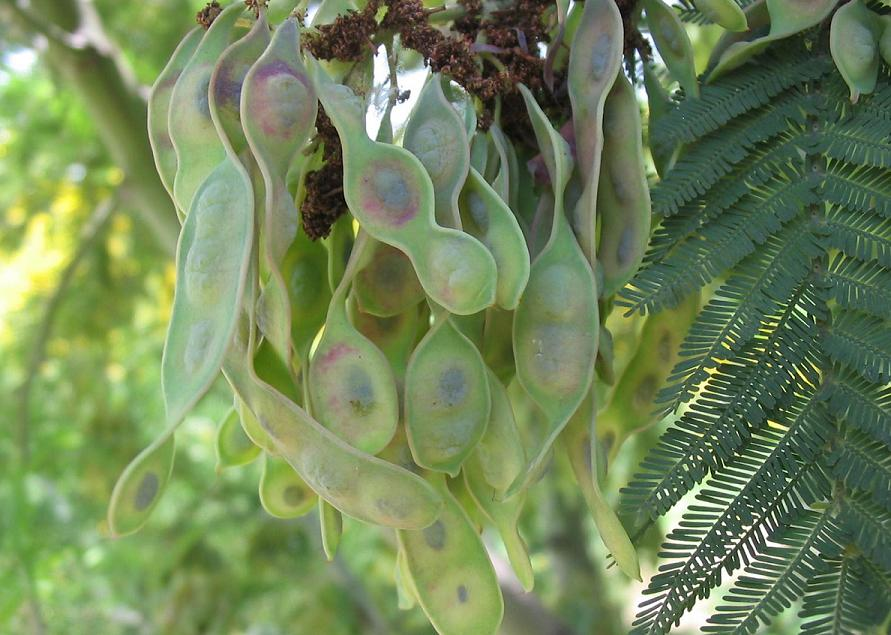
Hülsenfrüchte
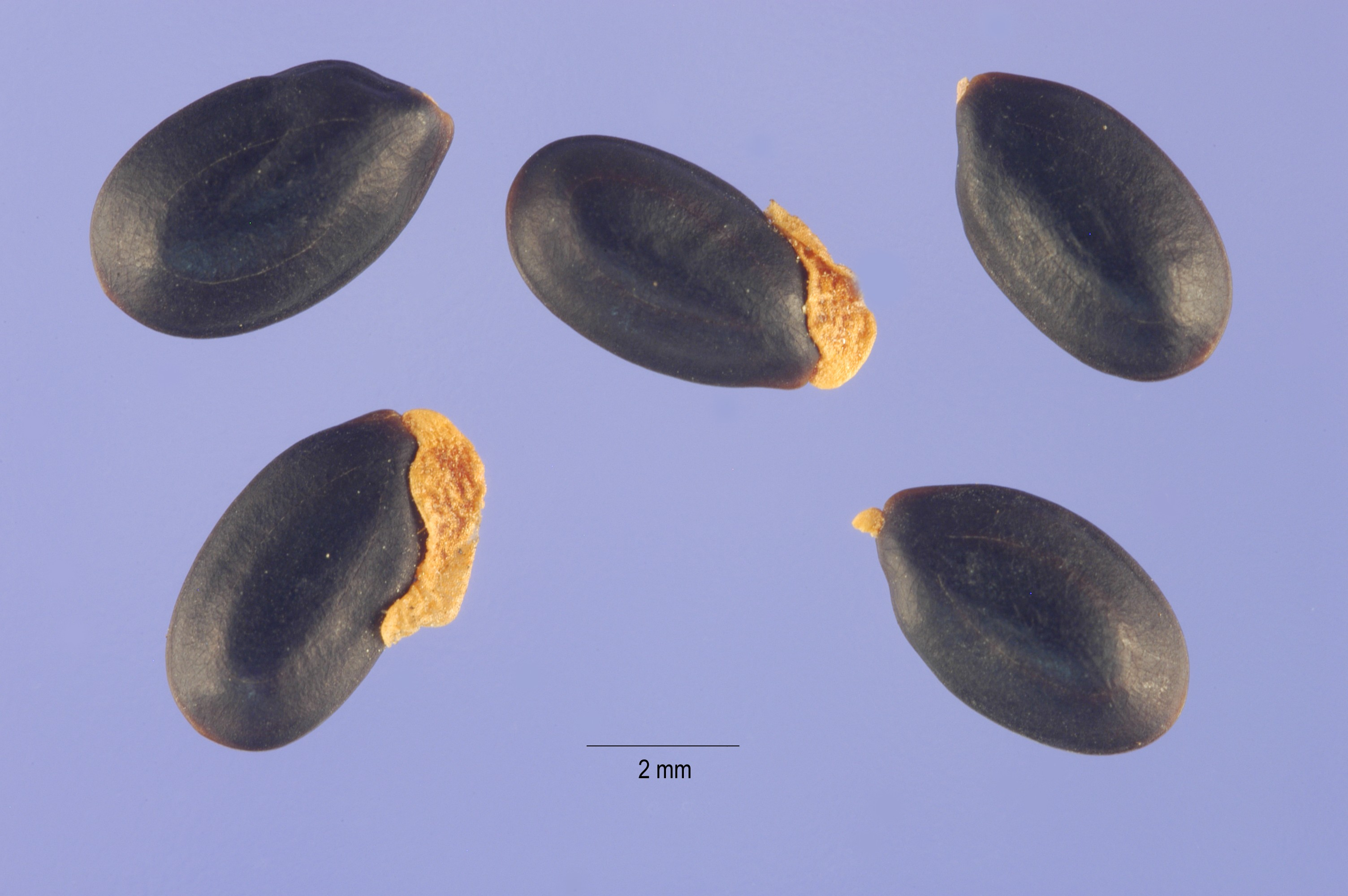
Samen
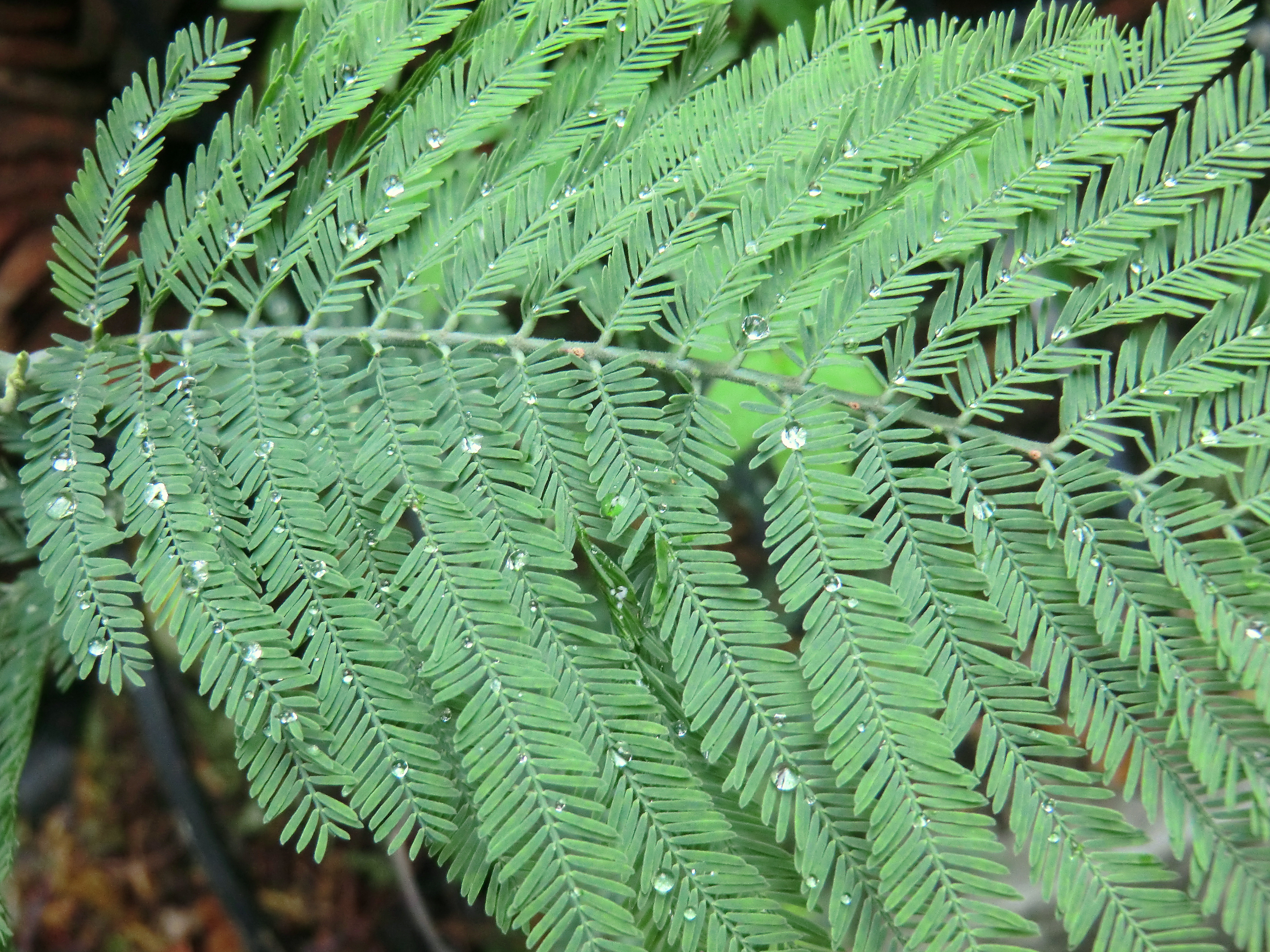
Blatt

## Kultur
Die Silber-Akazie stammt ursprünglich aus Südostaustralien. Im südlichen England überlebt diese frostempfindliche Art den Winter, sie blüht aber besser in einem Klima mit längeren, trockeneren Sommern. Die Silber-Akazie wird in Europa oft als Mimose bezeichnet, in Frankreich wegen ihrer Blütezeit auch als Winter-Mimose (Mimosa d’hiver). Im südlichen Tessin, im Südwesten Englands sowie in Südfrankreich können Acacia dealbata und andere Arten nicht nur gärtnerisch kultiviert werden, sondern vereinzelt auch verwildern oder sich sogar etablieren.

## Verwendung
Das recht schwere Holz wird für verschiedene Anwendungen genutzt.
Das essbare Gummi kann als minderwertiger Ersatz für Gummi Arabicum genutzt werden.
Aus den Blüten kann ein aromatisches Öl gewonnen werden.